# 코트도르주의 캉통
프랑스 코트도르주에는 총 15개의 캉통이 속해 있다. 2015년 3월 행정구역 총개편으로 인해 현재는 다음과 같이 설치되어 있다.
- 아르네르뒤크
- 오존
- 본
- 브라제앙플렌
- 샤티용쉬르센
- 셰노브
- 셰비니생소뵈르
- 디종 1
- 디종 2
- 디종 3
- 디종 4
- 디종 5
- 디종 6
- 퐁텐레디종
- 장리스
- 이스쉬르틸
- 라두아세리니
- 롱비크
- 몽바르
- 뉘트생조르주
- 생타폴리네르
- 세뮈르아노수아
- 탈랑